# Polianthion minutiflorum
Polianthion minutiflorum är en brakvedsväxtart som först beskrevs av E.M.Ross, och fick sitt nu gällande namn av K.R.Thiele. Polianthion minutiflorum ingår i släktet Polianthion och familjen brakvedsväxter. Inga underarter finns listade i Catalogue of Life.